# Птицы над городом
«Птицы над городом» — советская детская драма, снятая в 1974 году режиссёром Сергеем Никоненко. В главной роли — Михаил Глузский  (роль Букина в молодости исполнил его сын Андрей).

## Сюжет
Этот фильм повествует о пионерах 5-го класса, которые во время сбора макулатуры в груде утильсырья нашли машинописный сборник рассказов о войне «Атака». Будучи заинтересованы названием, один из ребят берёт сборник себе домой. После прочтения он одалживает рассказы своим друзьям, и, в итоге, они узнают, что автором является их сосед — фронтовик Александр Букин. Он борется за сохранение лесов, а в свободное время пишет о Великой Отечественной войне. Дальше он рассказывает ребятам то, что не было написано в его сборниках.

## В ролях
| Актёр                   | Роль                       |
| ----------------------- | -------------------------- |
| Михаил Глузский         | Александр Васильевич Букин |
| Игорь Меркулов          | Андрюша                    |
| Раиса Куркина           | Марго                      |
| Сергей Никоненко        | Вишняков                   |
| Лидия Федосеева-Шукшина | Лида Вишнякова             |
| Ольга Шукшина           | Оля Вишнякова              |
| Мария Шукшина           | Маша Вишнякова             |
| Светлана Орлова         | Лена                       |
| Сергей Образов          | Миша Солодуха              |
| Вера Алтайская          | учительница                |
| Георгий Бурков          | бульдозерист               |
| Зоя Василькова          | Нонна                      |
| Вадим Захарченко        | Пал Палыч                  |
| Александра Данилова     | Александра Сергеевна       |
| Елена Максимова         | бабушка Андрея             |
| Ирина Савина            | подруга Лены               |

## Съёмки
Съёмки фильма проходили в городе Калуга.

## Фестивали
Фильм «Птицы над городом» был показан на Московском кинофестивале 27 июня 2011 года.